# Iothia
Iothia är ett släkte av snäckor som beskrevs av Forbes 1849. Iothia ingår i familjen Lepetidae.
Kladogram enligt Catalogue of Life och Dyntaxa:
| Iothia | \| \| Iothia fulva \| \| \| \| \| \| Iothia lindbergi \| \| \| \| |
|        | \| \| Iothia fulva \| \| \| \| \| \| Iothia lindbergi \| \| \| \| |
|        | Cryptobranchia                                                    |
|        |                                                                   |
|        | Lepeta                                                            |
|        |                                                                   |
|        | Maoricrater                                                       |
|        |                                                                   |
|        | Propilidium                                                       |
|        |                                                                   |
|        | Iothia fulva                                                      |
|        |                                                                   |
|        | Iothia lindbergi                                                  |
|        |                                                                   |

|  | Iothia fulva     |
|  |                  |
|  | Iothia lindbergi |
|  |                  |